# Grand Prix Itálie 2005

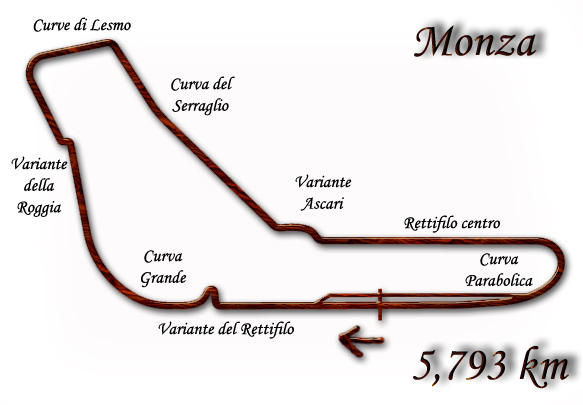

76o Gran Premio Vodaphone d'Italia
- 4. září 2005
- Okruh Monza
- 53 kol x 5,793 km = 306,720 km
- 746. Grand Prix
- 6. vítězství Juana Pabla Montoyi
- 145. vítězství pro McLaren

## Výsledky
| Pozice | Jezdec               | Vůz            | Čas         |
| ------ | -------------------- | -------------- | ----------- |
| 1      | Juan Pablo Montoya   | McLaren MP4/20 | 1:14'28.659 |
| 2      | Fernando Alonso      | Renault R 25   | á 0:02,479  |
| 3      | Giancarlo Fisichella | Renault R 25   | á 0:17,975  |
| 4      | Kimi Räikkönen       | McLaren MP4/20 | á 0:22,775  |
| 5      | Jarno Trulli         | Toyota TF 105  | á 0:33,786  |
| 6      | Ralf Schumacher      | Toyota TF 105  | á 0:43,925  |
| 7      | Antonio Pizzonia     | Williams FW 27 | á 0:44,643  |
| 8      | Jenson Button        | B.A.R 007      | á 1:03,635  |
| 9      | Felipe Massa         | Sauber C 24    | á 1:15,413  |
| 10     | Michael Schumacher   | Ferrari F 2005 | á 1:36,070  |
| 11     | Jacques Villeneuve   | Sauber C 24    | á 1 kolo    |
| 12     | Rubens Barrichello   | Ferrari F 2005 | á 1 kolo    |
| 13     | Christian Klien      | Red Bull RB 1  | á 1 kolo    |
| 14     | Mark Webber          | Williams FW 27 | á 1 kolo    |
| 15     | David Coulthard      | Red Bull RB 1  | á 1 kolo    |
| 16     | Takuma Sató          | B.A.R 007      | á 1 kolo    |
| 17     | Tiago Monteiro       | Jordan EJ 15   | á 2 kola    |
| 18     | Robert Doornbos      | Minardi PS 05  | á 2 kola    |
| 19     | Christijan Alberes   | Minardi PS 05  | á 2 kola    |
| 20     | Narain Karthikeyan   | Jordan EJ 15   | á 3 kola    |
|        | Nestartoval          |                |             |
|        | Nick Heidfeld        | Williams FW 27 |             |

### Nejrychlejší kolo
- Kimi RAIKKONEN McLaren Mercedes 	1'21504 - 255.875 km

### Vedení v závodě
- 1-53 kolo Juan Pablo Montoya

### Postavení na startu
- Červená- výměna motoru / posunutí o 10 míst na startovním roštu

| 1. řada  | 1                  | 2                    |
|          | Juan Pablo Montoya | Fernando Alonso      |
|          | McLaren            | Renault              |
|          | 1'21.054           | 1'21.319             |
| 2. řada  | 3                  | 4                    |
|          | Jenson Button      | Takuma Sato          |
|          | BAR                | BAR                  |
|          | 1'21.369           | 1'21.477             |
| 3. řada  | 5                  | 6                    |
|          | Jarno Trulli       | Michael Schumacher   |
|          | Toyota             | Ferrari              |
|          | 1'21.640           | 1'21.721             |
| 4. řada  | 7                  | 8                    |
|          | Rubens Barrichello | Giancarlo Fisichella |
|          | Ferrari            | Renault              |
|          | 1'21.962           | 1'22.068             |
| 5. řada  | 9                  | 10                   |
|          | Ralf Schumacher    | David Coulthard      |
|          | Toyota             | Red Bull             |
|          | 1'22.266           | 1'22.266             |
| 6. řada  | 11                 | 12                   |
|          | Kimi Räikkönen     | Jacques Villeneuve   |
|          | McLaren            | Sauber               |
|          | 1'20.878           | 1'22.356             |
| 7. řada  | 13                 | 14                   |
|          | Christian Klien    | Mark Webber          |
|          | Red Bull           | Williams             |
|          | 1'22.532           | 1'22.560             |
| 8. řada  | 15                 | 16                   |
|          | Felipe Massa       | Antônio Pizzonia     |
|          | Sauber             | Williams             |
|          | 1'23.060           | 1'23.291             |
| 9. řada  | 17                 | 18                   |
|          | Tiago Monteiro     | Robert Doornbos      |
|          | Jordan             | Minardi              |
|          | 1'24.666           | 1'24.904             |
| 10. řada | 19                 | 20                   |
|          | Narain Karthikeyan | Christijan Albers    |
|          | Jordan             | Minardi              |
|          | 1'25.859           | 1'26.964             |
| -------- | ------------------ | -------------------- |

### Zajímavosti
- 50 vítězství pro motor Mercedes
- 50 pole position pro motor Mercedes
- McLaren překonal hranici 3 000 bodů
- Velkou cenu Itálie dokončilo všech 20 vozů, nikdo neodstoupil